# Rudolf Mitze
Rudolf Ludwig Wilhelm Mitze (* 2. Mai 1889 in Cassel; † 4. Juni 1977 in Stuttgart) war ein deutscher Jurist, der als Oberfinanzpräsident in Karlsbad und Stuttgart tätig war.

## Leben und Wirken
Er studierte Rechts- und Staatswissenschaften und promovierte 1920 an der Universität Greifswald zum Dr. jur. Das Thema seiner Dissertation lautete Anstiftung zum Ehebruch durch den eigenen Ehegatten. Zwischenzeitlich hatte er während des Ersten Weltkrieges Wehrdienst geleistet. Nach Studienende war er zunächst als Hilfsrichter in Berlin tätig, bevor er 1921 in die Reichsfinanzverwaltung eintrat. 1922 wurde er zum Regierungsrat und 1926 zum Oberregierungsrat im Reichsfinanzministerium befördert. Mit Wirkung vom 1. Januar 1933 wurde er zum Ministerialrat ernannt. Nach der „Machtergreifung“ der Nationalsozialisten trat er zum 1. Mai 1933 der NSDAP bei. Ferner trat er weiteren nationalsozialistischen Organisationen wie dem NSKK bei.
Unmittelbar nach der deutschen Besetzung der deutsch besiedelten Grenzgebiete der Tschechoslowakei und der Bildung des Reichsgaus Sudetenland wurde Ministerialrat Mitze, der im Reichsfinanzministerium seit 1936 das Organisations- und Grenzreferat der Abteilung Zoll übernommen hatte, am 17. Oktober kommissarisch und am 1. März 1939 definitiv zum Oberfinanzpräsidenten in Karlsbad ernannt. Sein neuer Dienstsitz, das Weltbad Karlsbad, wurde damals zum überregionalen Verwaltungssitz des späteren Regierungsbezirks Eger ausgebaut und Mitze wurde neben Herbert Jancke einer von zwei Oberfinanzpräsidenten des Sudetenlandes.
Als der Oberfinanzpräsident Ernst Pfeiffer in Stuttgart vorzeitig in den Ruhestand trat, übernahm Mitze 1942 dessen Stelle.
Nach dem Zweiten Weltkrieg wurde er 1948 bei der Entnazifizierung als Entlasteter eingestuft. Eine gegen ihn erhobene Anzeige wegen Beihilfe bei Verbrechen gegen Juden wurde 1949 von der Württembergischen Staatsanwaltschaft Stuttgart abgelehnt. 1950 wurde er wieder in das Beamtenverhältnis auf Lebenszeit übernommen. Später erhielt er das Große Verdienstkreuz der Bundesrepublik Deutschland.